# Bicolani
I bicolani costituiscono la quinta più grande etnia delle Filippine. 
Abitano principalmente la penisola di Bicol, estremo sud dell'isola di Luzon, regione denominata appunto Bicol. Le province delle Filippine con il maggior numero di bicolani sono proprio quelle appartenenti alla suddetta regione o prossime alla stessa: Camarines Sur, Albay, Sorsogon e Catanduanes e, in misura minore, Masbate, Camarines Norte e Quezon.
Secondo il National Statistical Office, nel 2000 i bicolani abitanti nelle Filippine erano 5.907.000.

## Cucina
La cucina bicolana è nota per il largo uso di peperoncini e latte di cocco (in spagnolo leche de coco, in filippino: gata).